# Jeff Tuel
Jeffrey Tuel (Boca Raton, 12 febbraio 1991) è un giocatore di football americano statunitense che gioca nel ruolo di quarterback per i Buffalo Bills della National Football League (NFL). Al college giocò a football alla Washington State University.

## Carriera professionistica

### Buffalo Bills
Dopo non essere stato scelto nel Draft NFL 2013, Tuel il 27 aprile 2013 firmò con i Buffalo Bills. Iniziò la sua prima stagione come secondo quarterback nelle gerarchie della squadra dietro il titolare EJ Manuel. Debuttò  come professionista subentrando nel terzo quarto della gara della settimana 5 contro i Cleveland Browns quando Manuel si infortunò a un legamento del ginocchio. La sua gara terminò con 8 passaggi completati su 20 tentativi e subendo un intercetto, coi Bills che uscirono sconfitti. Dopo che anche la riserva di Manuel, Thaddeus Lewis, si infortunò, Tuel partì come titolare nella settimana 9 contro gli imbattuti Kansas City Chiefs in cui passò 229 yard, un touchdown e subì due intercetti, di cui uno ritornato in touchdown, nella sconfitta.

## Vittorie e premi
Nessuno

## Statistiche
| Partite totali      | 2    |
| Partite da titolare | 1    |
| Yard passate        | 309  |
| Touchdown           | 1    |
| Intercetti          | 3    |
| Passer rating       | 45,1 |